# Perregrinus
Perregrinus is een geslacht van spinnen uit de familie hangmatspinnen (Linyphiidae).

## Soorten
De volgende soorten zijn bij het geslacht ingedeeld:
- Perregrinus deformis (Tanasevitch, 1982)